# 공단
공단(公團)은 국가적인 사업을 수행하기 위해 만들어지는 특수법인의 일종이다. 대개 공기업이 공단법인의 형태를 취한다.

## 일본의 공단
일본의 공단은 제2차 세계대전 종전 이후 미군정(GHQ)의 의향에 따라 영단을 철폐하고 그 역할을 인계받은 행정기관의 일부로서 설치되었다. 이후 군정이 끝나자 행정기관의 성격을 탈피하고 공사와 유사한 공법인이 되었다. 2001년 12월 제정된 특수법인 등 정리합리화 계획에 의해 모든 공단이 독립행정법인 또는 특수회사로 개편되었다. 2005년 10월 4대 도로공단(일본도로공단, 수도고속도로공단, 한신고속도로공단, 혼슈시코쿠연락교공단)이 분할민영화된 것을 끝으로 일본에 “공단”은 소멸해서 더 이상 존재하지 않는다.